# USS LST-957
O USS LST-957 foi um navio de guerra norte-americano da classe LST que operou durante a Segunda Guerra Mundial.